# ムスタファ・バトドゥイエフ
ムスタファ・アズレット＝アリエヴィチ・バトドゥイエフ（ロシア語: Мустафа Азрет-Алиевич Батдыев、カラチャイ・バルカル語: Мустафа Азрет-Алийни джашы Батдыланы、Mustafa Azret-Aliyevich Batdyyev、1950年12月24日 - ）は、ロシアの経済学者、政治家。2003年から2008年までカラチャイ・チェルケス共和国大統領（第2代）を務めた。カザフ共和国出身のカラチャイ人。イスラム教スンニー派。
バトドゥイエフの一家は、1944年スターリンによってカザフ追放を受けている。その後、1956年一家とともに帰郷を果たす。全寮制学校を卒業後、1970年から1972年まで兵役に就く。1978年モスクワ大学経済学部を卒業する。1981年博士号取得。
1981年郷里のコルホーズ「ロージナ」でエコノミストとして勤務する。1986年州党委経済部長。1992年カラチャイ・チェルケス共和国政府の経済省に勤務する。1997年カラチャイ・チェルケス共和国国立銀行総裁に任命され、ロシア連邦一との評価を得た。2003年8月31日に行われたカラチャイ・チェルケス大統領選挙で現職のウラジーミル・セミョーノフを破り、当選した。
2008年9月4日、任期満了のため退任した。
私生活では夫人との間に一男一女がいる。
| 公職                            | 公職                                                  | 公職                      |
| ------------------------------- | ----------------------------------------------------- | ------------------------- |
| 先代 ウラジーミル・セミョーノフ | カラチャイ・チェルケス共和国大統領 第2代：2003 - 2008 | 次代 ボリス・エブゼーエフ |